# Zelina (Osmaci)
Pour les articles homonymes, voir Zelina.
Zelina (en serbe cyrillique : Зелина) est un village de Bosnie-Herzégovine. Il est situé dans la municipalité d'Osmaci et dans la république serbe de Bosnie. Selon les premiers résultats du recensement bosnien de 2013, il compte 150 habitants.
Avant la guerre de Bosnie-Herzégovine, le village faisait entièrement partie de la municipalité de Kalesija ; à la suite des accords de Dayton (1991), une portion de son territoire a été rattachée à la municipalité d'Osmaci nouvellement créée et intégrée à la république serbe de Bosnie.

## Démographie

### Évolution historique de la population dans la localité
| 1948 | 1953 | 1961 | 1971 | 1981 | 1991 | 2013 |
| ---- | ---- | ---- | ---- | ---- | ---- | ---- |
| -    | -    | 598  | 679  | 662  | 652  | 150  |

|  |